# IMR (vehículo de ingenieros)
El IMR (en ruso: Инженерная машина разграждения, Inzhenernae Maschina Razgrazhdeniya, Vehículo de Ingenieros para retiro y pase de obstáculos), es un vehículo de combate para los ingenieros, también basado en el chasis del T-72. Su pala excavadora puede ser dispuesta tanto en forma plana como en V, también se pueden acoplar otros accesorios a la grúa como por ejemplo pinzas para arrancar árboles, palas tipo buldózer frontales, brazos mecánicos y otros elementos necesarios para la construcción.

## Descripción
El propósito principal del IMR-2 son los de crear carreteras para las tropas de infantería mecanizada para posibilitar su avance, y la creación de trochas por donde puedan pasar en los campos minados al desactivar cualquier elemento explosivo en el suelo. Para llevar a cabo estas tareas y reducir su vulnerabilidad hay a bordo los siguientes equipos.
- Consolas de detección de contamientes electromagnéticos EMT y equipos para la limpieza de las instalaciones;
- Palas tipo buldózer y retrocargador y equipos de grúa;
- Cuchillo rotativo de barrido de minas con fusibles de pines.

### Torreta blindada
Esta serie de blindados, al estar basadas en el reputado T-72; está totalmente sellada y protegida frente a los ataques que se lleguen a acometer contra su tripulación, séan éstos de origen común (fuego ligero), o por su acción en campos de batalla altamente contaminados por la radiación con un factor de atenuación de 10. En la popa de la instalación es unipersonal, y el operador de armas se encuentra en una torreta, la cual está equipada con una ametralladora PKT calibre 7,62 mm.

### Armamento
El armamento principal montado es una ametralladora multipropósito PKTM de calibre 7,62 mm, y en el depósito de armas adicionalmente está disponible una pistola de señales con cartuchos de la referencia IRG-2:
- Ametralladora con 150 rondas;
- 10 proyectiles Garnet F-1 ;
- Pistola de señales, con 30 bengalas.

### Estructura base
Se tomó como el chasis de base del tanque principal de batalla T-72 , que tenía la clasificación GBTU designación "Ob'yect 637". Dentro de su equipamiento especial de los dispositivos en el equipo del IMR-2 incluyen:
- Sistemas de propulsión bajo el agua;
- Sistema automático de extinción de incendios;
- Sistema automático de defensa contra entornos contaminados por la guerra nuclear/biológica;
- Sistema automático de filtrado para la ventilación;
- Sistema automático de Radiómetro DP-3B;
- Sistema de disipación y control ambiental;
- Sistema automático de detección de contaminación química, mediante un dispositivo de detección VPHR;

## Equipamiento

### Pala buldózer
La máquina está equipada con equipos de construcción, tales como una pala de tipo buldózer, la cual cuenta con tres modos de funcionamiento: Bulldozer y como pala motoniveladora de terrenos, así como retroexcavadora. Los modos se pueden cambiar a distancias remotas, sin necesidad salida por parte de la tripulación de sus asientos en la cabina. Para ajustar la cantidad de penetración de la cuchilla niveladora en frente del automóvil ha impulsa sobre el mismo modo que un esquiador lo hace en la nieve. El rendimiento del buldózer es alto, pudiendo llenar trincheras y cráteres, así como mover escombros y residuos del campo de batalla. El ancho de la pala niveladora es de 3,4 m, en el bulldozer y de 4,15 m en la cuchara de carga, más 3,56 m en el equipo de buldózer en su posición de recogida, el cual se encuentra después de su uso alojado en el techo del carro.

### Pala telescópica
Para abrirse paso a través de los árboles, de las paredes y estructuras derrumbadas, y el retiro de postes y otros elementos que obstaculicen el paso, en el IMR-2 se dispone de un brazo telescópico, con una capacidad de carga útil de 2 toneladas. Su velocidad de pasa por entre los obstáculos y escombros se reduce a 8/12 km/h. Su alcance es de 8,80 metros en su despliegue total. También puede utilizar las palas junto con su pala delantera como un "raspador" para el suelo, y puede dsiponerse una bola de acero fundido de 0,4 metros de diámetro para las operaciones de demolición, y para las labores de remoción de tierras se encuentra habilitado un afuste para palas de cuchara, con una capacidad de 40 metros cúbicos de cargue de tierra por hora. Para las labores de estibamiento se dispone de un afueste de tipo flecha, el cual cambia de nuevo y se despliega a voluntad del tripulante al mando.

## Guerras en las que ha participado (BREM e IMR)
- Invasión de Afganistán[5]
- Un gran número de estas máquinas participó en la limpieza de las consecuencias del accidente de Chernóbil.[6][7]

Guerra de Chechenia|Las guerras en Chechenia-Ichkeria]]
- Invasión de Ucrania (2022-...)

## Datos técnicos (BREM, BREM-72 e IMR)
- Tripulantes 3
- Peso: 41 t
- Velocidad máxima: 60 km/h
- Potencia: 840 HP
- Calibre del armamento 14,5 mm
- Mira del artillero/ingeniero: TVK-1 Diurna/Nocturna
- Equipos especiales
- Plataforma de carga

Capacidad de carga: 1,5 t
Dimensiones (en metros): 1,7 x 1, 4
- Grúa:

- Capacidad de carga, 12 t
- Máxima altura bajo gancho por encima del suelo, 4,36 m
- Alcance de agarre máximo, 4,4 m

- Buldózer:

- Ancho de la hoja, 3,1 m
- Fuerza de penetración máxima: m 0,45

- Amortiguadores junto al conjunto de ballestas y de pistones internos:

- Instalación de Remolque (capacidad máxima de carga) 50 t

- Cabrestante de remolque de conveniencia:

- Fuerza de tracción máxima: 25 t
- Fuerza de tracción máxima de la polea: 100 t
- Longitud del cable: 200 a 400 m
- Velocidad de rebobinado del alambre (en m/s): 0,217

### Desarrollos relacionados
- T-72
- T-80
- BREM-80U
- PT-91 "Twardy"

### Artículos similares
- WZT-1
- WZT-2
- WZT-3
- WZT-4
- M88 Armoured Recovering Vehicle
- BREM-84

- Datos: Q4201008
- Multimedia: IMR engineering vehicles / Q4201008